# Barani Przechód
Barani Przechód (słow. Baraní priechod) – drobna przełęcz w słowackiej części Tatr Wysokich, w masywie Baranich Rogów. Jest położona w dolnej części południowo-zachodniego żebra Wyżniego Baraniego Zwornika i oddziela jego wierzchołek od Baraniej Igły, wznoszącej się tuż nad przełęczą 20-metrowym uskokiem.
Przełęcz jest wyłączona z ruchu turystycznego. Jej zachodnie stoki opadają do Baranich Pól w Dolinie Pięciu Stawów Spiskich, wschodnie natomiast do Baraniego Żlebu. Najdogodniejsza droga dla taterników prowadzi na przełęcz od strony Śnieżnej Przełęczy.
Pierwsze znane wejścia:
- letnie:
  - Antonina Englisch i Karol Englisch, 16 lipca 1900 r. lub 24 sierpnia 1903 r.,
  - Zdzisław Czaplicki, Mieczysław Zbikowski i przewodnik Wojciech Tylka Suleja, 14 września 1902 r.,
- zimowe – Adam Karpiński i Konstanty Narkiewicz-Jodko, 5 kwietnia 1928 r.[2]